# 11:11 (فلم)
11:11 هو فيلم دراما مصري قادم من إخراج كريم أبو زيد وبطولة إياد نصار، غادة عادل، إنجي المقدم، محمد الشرنوبي ونور إيهاب. عُرض الفيلم في 2 فبراير 2022. وهو أول فيلم يخرجه كريم أبو زيد.

## نبذه
في إطار من الدراما، تدور الأحداث حول معاناة أب (إياد نصار) يتعرض لمحاولة اغتيال ويمر بلحظات عصيبة حينما يفقد ابنه.

## طاقم العمل
- إياد نصار بدور سعيد
- غادة عادل بدور عاليا
- إنجي المقدم بدور نرمين
- عمر الشناوي بدور طارق
- محمد الشرنوبي بدور زين
- نور إيهاب بدور مي
- معتز هشام

## وصلات خارجية
- مقالات تستعمل روابط فنية بلا صلة مع ويكي بيانات